# Abbés de Parc au XIIe siècle

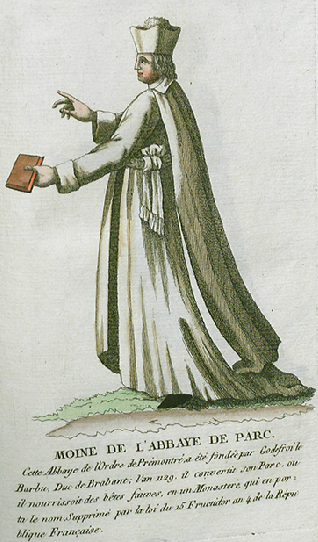
Chanoine de l'abbaye de Parc.

Les abbés ayant administré l'abbaye de Parc au XIIe siècle sont au nombre de huit. Trois d'entre eux, Simon de Saint-Maurice, Philippe Ier et Daniel, disposent de suffisamment d'information les concernant pour constituer des articles détaillés. En revanche, ce n'est pas le cas pour les cinq autres, mais ils sont réunis dans cet article.
D'autre part, au-delà de ces aspects personnels, le contexte historique touchant tous les abbés de Parc constitue l'article intitulé « Historique des abbés de Parc ». 

## Liste des abbés

### 3eabbéThomas de 1166 à 1167
Il administre l'abbaye durant trois mois, de fin 1166 à sa mort survenue le 26 janvier 1167. Dans son ouvrage cité dans la bibliographie, J.E. Jansen accompagne la chronologie de l'abbé Thomas d'une indication en latin le concernant : Vix trimestri in regimine completus, ce qu'une traduction automatique produit « Il a vécu à peine trois mois au commandement de l'abbaye ».
Le blasonnement des armes de l'abbé Thomas est : « de gueules à la rose boutonnée d'or, au chef d'argent chargé de deux fasces de sable ».

### 4eabbéRenier de 1167 à 1170
Il est le prélat de l'abbaye entre 1167 et 1170, date à laquelle il meurt. Il est sans armoiries connues.

### 5eabbéPhilippe II de 1170 à 1190
Philippe administre l'abbaye de Parc entre 1170 ou 1171, et 1190, alors qu'il meurt le 2 octobre 1192.
Dans son ouvrage cité dans la bibliographie, J.E. Jansen accompagne la chronologie de l'abbé Philippe d'une indication en latin le concernant : Cum abbatiali curae cum debita et laudabili attentione intendisset, solitudinis et quietis amans, dignitatem cum onere resignavit, ce qu'une traduction automatique produit « Amoureux de la solitude et du calme, il approuve l'annulation de sa charge avec tout le soin et l'attention ».
Le blasonnement de ses armes est : « d'or au chef d'azur chargé de trois haches d'or emmanchées et penchées, rangées 2 et 1 ».

### 7eabbéSébastien de 1192 à 1196
Sébastien est le 7e abbé de Parc, entre 1192 et 1196 (ou 1197), et la date de sa mort est le 8 mars 1212. Son abbatiat est en effet entrecoupé par celui d'Hubert.
Dans son ouvrage cité dans la bibliographie, J.E. Jansen accompagne la chronologie de l'abbé Sébastien d'une indication en latin le concernant : Munus abbatis strenue perfunctus, ce qu'une traduction automatique produit « Il réalise ses missions avec énergie ».
Le blasonnement de ses armes est : « d'azur chargé de deux flèches empennées en sautoir, cantonnées de quatre besants d'or ».

## Notes

Blason de l'abbaye de Parc (Ne quid nimis,)

### 8eabbéHubert de 1196 à 1198
Hubert ne possède pas de blason. Il est d'abord chanoine de l'abbaye de Tongerlo avant d'accéder à l'abbatiat de Parc. Il est à sa tête entre 1196 ou 1197, et 1198 ou 1201. Il meurt le 13 décembre .

### 9eabbéSébastien de 1198 à 1201
Sébastien est aussi le 9e abbé de Parc, entre 1198 ou 1201, et la date de sa mort est le 8 mars 1212. Son abbatiat est en effet entrecoupé par celui d'Hubert. Son successeur est l'abbé Jean de Bierbeek.
Dans son ouvrage cité dans la bibliographie, J.E. Jansen accompagne la chronologie de l'abbé Sébastien d'une indication en latin le concernant : Munus abbatis strenue perfunctus, ce qu'une traduction automatique produit « Il réalise ses missions avec énergie ».
Le blasonnement de ses armes est : « d'azur chargé de deux flèches empennées en sautoir, cantonnées de quatre besants d'or ».